# Potentien
Pour les articles homonymes, voir Potentinus et Potentin.
Saint Potentien (en latin : Potentianus) est un martyr chrétien du IIIe siècle.

## Biographie
Il est un des premiers évêques de Sens (épiscope), et devint le saint patron de Châtel-Censoir.
Il aurait accompli de nombreux miracles. On l'invoquait pour les maladies des yeux, des articulations et surtout pour obtenir les faveurs du temps.

## Reliques
En 847, l'archevêque de Sens, Wenilon fait transférer ses reliques à l'abbaye saint-Pierre-le-Vif située à Sens.
Compagnon de saint Savinien, il est son successeur sur le siège épiscopal, d'après une liste du IXe siècle.

## Source
- Descriptif officiel sur le parvis de l'église de Châtel-Censoir.